# Roping a Sweetheart
Roping a Sweetheart è un cortometraggio muto del 1916 scritto, diretto e interpretato da Tom Mix. Commedia di genere western, il film, prodotto dalla Selig, aveva come altri interpreti Victoria Forde, Sid Jordan, Pat Chrisman.

## Trama
Quando Vicky, la figlia del proprietario del B-O Ranch ritorna a casa dopo un lungo periodo di soggiorno nell'est, i cowboy entrano in fibrillazione. Incaricati di andare a ricevere alla stazione la ragazza sono Tom e Sid: appena la vedono, tutti e due si innamorano e scatta subito una gara per mettersi in mostra e farsi notare da lei. I due rivali si battono senza sapere che il padre di Vicky e gli altri cowboy assistono ridendo alle loro performance. Prima l'uno, poi l'altro, sono convinti di avere vinto il cuore della ragazza che però, alla fine, li respinge tutti e due. I due cowboy finalmente decidono che tutte le donne non sono altro che volubili.

## Produzione
Il film fu prodotto dalla Selig Polyscope Company.

## Distribuzione
Distribuito dalla General Film Company, il film - un cortometraggio in una bobina - uscì nelle sale cinematografiche statunitensi il 26 agosto 1916.